# Polish Journal of Chemistry
Polish Journal of Chemistry (abrégé en Pol. J. Chem.) était une revue scientifique polonaise à comité de lecture. Ce journal mensuel présente des articles de recherche concernant tous les domaines de la chimie.
D'après le Journal Citation Reports, le facteur d'impact de ce journal était de 0,523 en 2009.

## Histoire
Le journal est fondé en 1921 sous le nom :
- Roczniki Chemii  (ISSN 0035-7677), (CODEN ROCHAC), 1921-1977)

Le titre change en 1978 pour :
- Polish Journal of Chemistry  (ISSN 0137-5083), (CODEN PJCHDQ), 1978-2009)

En 2010, le journal est absorbé par l'European Journal of Organic Chemistry et l'European Journal of Inorganic Chemistry, créés en 1997 par la fusion de divers journaux de chimie européens:
- Acta Chimica Hungarica, Models in Chemistry
- Anales de Química
- Bulletin des Sociétés Chimiques Belges
- Bulletin de la Société Chimique de France
- Chemische Berichte
- Chimika Chronika
- Gazzetta Chimica Italiana
- Liebigs Annalen
- Polish Journal of Chemistry
- Recueil des Travaux Chimiques des Pays-Bas
- Revista Portuguesa de Química